# Al McCandless

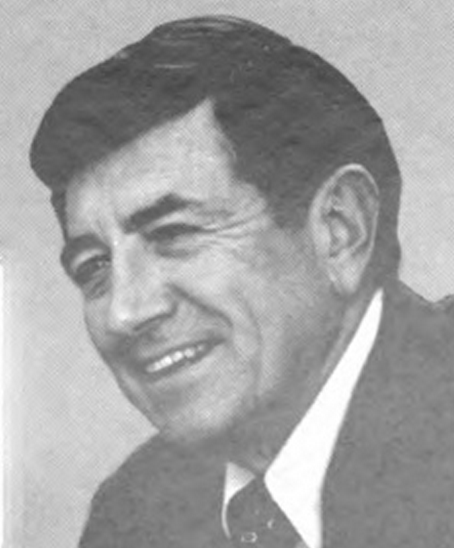
Al McCandless (1983)

Alfred „Al“ McCandless (* 23. Juli 1927 in Brawley, Kalifornien; † 9. August 2017 in La Quinta, Kalifornien) war ein US-amerikanischer Politiker. Zwischen 1983 und 1995 vertrat er den Bundesstaat Kalifornien im US-Repräsentantenhaus.

## Leben
Al McCandless besuchte die öffentlichen Schulen in Los Angeles. Zwischen 1945 und 1946 in der Endphase des Zweiten Weltkrieges sowie nochmals von 1950 bis 1952 während des Koreakrieges diente er als Offizier im Marine Corps. Zwischenzeitlich studierte er an der University of California in Los Angeles. Zwischen 1953 und 1975 war McCandless als Auto- und LKW-Händler tätig. Gleichzeitig begann er als Mitglied der Republikanischen Partei eine politische Laufbahn. Von 1972 bis 1982 gehörte er dem Kreisrat im Riverside County an. Damals war er auch in der Gebäudeverwaltung in diesem Bezirk tätig.
Bei den Kongresswahlen des Jahres 1982 wurde McCandless im 37. Wahlbezirk von Kalifornien in das US-Repräsentantenhaus in Washington, D.C. gewählt, wo er am 3. Januar 1983 die Nachfolge von Jerry Lewis antrat. Nach fünf Wiederwahlen konnte er bis zum 3. Januar 1995 sechs Legislaturperioden im Kongress absolvieren. Seit 1993 vertrat er dort als Nachfolger von Randy Cunningham den 44. Distrikt seines Staates. Im Jahr 1994 verzichtete Al McCandless auf eine erneute Kongresskandidatur. Danach ist er politisch nicht mehr in Erscheinung getreten.